# Tinea unomaculella
Tinea unomaculella är en fjärilsart som beskrevs av Victor Toucey Chambers 1875. Tinea unomaculella ingår i släktet Tinea och familjen äkta malar. Inga underarter finns listade i Catalogue of Life.